# ジョージ・ストラス
ジョージ・ストラス（George Strath、1843年10月1日 – 1919年1月21日）はスコットランド出身のプロゴルファー、ゴルフコース設計家で、19世紀後半から20世紀前半にかけて活動した。スコットランド ファイフのセントアンドリュースで生まれた。若いころはセントアンドリュースでオールドトムモリスのゴルフ道具を運ぶキャディーをしていた。 
ストラスは1878年にプレストウィックで開催された全英オープンで14位になり、1881年にスコットランドのロイヤルトルーンゴルフクラブ専属の初めてのクラブプロとなった。1883年6月にロイヤルトルーンを12ホールに増設改修するにあたり指導的役割を演じ、1885年にはさらに6ホール増設して18ホールのゴルフコースを完成させた。兄弟のデービー・ストラスも素晴らしいゴルファーであり全英オープンにおいて10位以内に7回も入賞している。もう一人の兄弟であるアンドリューは1865年の全英オープンに優勝している。ジョージには3人の兄弟がいたが、最後の一人はプロゴルファーではなかった。 

## 若年期

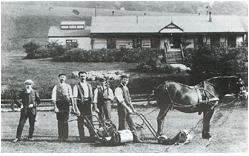
イルクリーゴルフクラブのグリーンキーパーとその装備。左端はトム・バードン（1900年頃）。

1843年10月1日、父アレクサンダー・ストラスと母スーザン・ストラスの間に生まれた。1868年12月31日にはセントアンドリュースでクリスチーナ・ロナルド (Christina Ronald) と結婚。少なくとも一人の子供（娘）をもうけ、スーザンという名前だった。結婚当時は船大工を職業としていたがすぐにゴルフを始めた。 
プロとして最初に就いたのがグラスゴーゴルフクラブで、良好なコースコンディション、特に素晴らしいパッティンググリーンを実現して有名になった。その後イングランド北方のサウスポートオールドリンクス (Southport Old Links) に1888年から92年まで所属した。1894年から95年にかけてはノースマンチェスターに所属した。ウェストライディングオブヨークシャーで最も歴史があり、またヨークシャーでは3番目に古いイルクレイゴルフクラブ (Ilkley Golf Club) の設計の補佐をした。 
1890年6月にアルフレッド・ポッターとベン・ハーストのリクエストでロンバルズムーアに 9 ホールのゴルフコースを建設した。このオリジナルの 9 ホールコースの建設場所に関して、ロイヤルトルーンを離れサウスポートオールドリンクスのクラブプロをしていたストラスが助言を行った。サウスポートのあと、グロスタシャーのスティンチコームのクラブプロとして1893年から翌94年にかけて所属した。 

優れたゴルフクラブ製造者でもあり、美しいロングノーズのウッドを製作した。1887年にトルーンを離れる際にはウィリー・ファーニーにそのクラブプロ職を引き継ぎ、ファーニーはその後37年にわたってこれを務めあげた。ファーニーもセントアンドリュース出身の同郷者で、1883年の全英オープンに優勝している。 

## 米国に移住
ストラスと妻のクリスチーナはリバプールからRMS アンブリア号に乗り1895年の9月28日にニューヨーク港に着いた。クリスチーナは病気がちで、回復のためには気候の違うところに引っ越すのがよいと医師に勧められたためだった。 

## ゴルフ歴
米国で初めて出場した大会は1896年にニューヨーク州のシネコックヒルズゴルフクラブで開催された全米オープンだった。ここで彼は首位から大差の22位タイ（91 – 89=180、同日に2ラウンド）の成績だった。米国に到着してからストラスはトーナメント賞金で稼ぐゴルファーになることを優先にせず、米国では先達者がいないグリーンキーパーやインストラクターといった職に就くことでゴルフのビジネス面に重点を置いた。 
1895年後半にブルックリンのダイカーメドウクラブ (Dyker Meadow Club) の設計を行った。クラブプロにジョージ・ローが就任したことを受け1897年にはダイカーメドウを離れシェルターアイランドのプロになった。1901年には短期間ながらコネチカットのダリエンにあるウィーバーンクラブでも働いた。このウィーバーン時代にはチャールズ・H・シーリー（1901年から03年まで3年連続コネチカットチャンピオン、1905年と08年の首都圏アマチュア選手権に2度優勝）などにゴルフの指導をした。1909年にはイースタンプロゴルフ協会の会長に指名された。 
また、ウィーバーン時代には1901年と02年の全米女子アマチャンピオンであるジュヌビエーブ・ヘッカーのインストラクターも務めた。ウィーバーンの後はコネチカット州スタンフォードのヒランデールゴルフクラブに移動。その後ブルックリンのクレセントアスレチッククラブの設計を依頼され、完成後1918年までここに所属した。 

## 死
1919年1月21日、ニューヨークシティーで心臓病のため 76 歳で死亡。  